# Regina Sonja a Norvegiei
Regina Sonja a Norvegiei (născută Sonja Haraldsen, la 4 iulie 1937) este soția regelui Harald al V-lea al Norvegiei.

## Biografie
Sonja s-a născut la Oslo la 4 iulie 1937 ca fiica negustorului de haine Karl August Haraldsen (1889–1959) și a soției acestuia, Dagny Ulrichsen (1898–1994).
Regina Sonja a crescut la 1B Tuengen Allé în districtul Vinderen din Oslo și și-a completat școala secundară inferioară în 1954. A primit diploma în croitorie la școala Oslo Vocational precum și diploma de la École Professionelle des Jeunes Filles din Lausanne, Elveția. Acolo ea a studiat contabilitate, design vestimentar și științe sociale.
S-a întors în Norvegia pentru continuarea studiilor și a primit o diplomă de licență în istoria artei la Universitatea din Oslo.
S-a logodit cu Prințul Moștenitor Harald în martie 1968. Ei s-au întâlnit timp de nouă ani, deși acest lucru a fost ținut secret, din cauza opoziției asupra statutului ei ne-regal.
Prințul Moștenitor i-a spus clar tatălui său, regele Olav al V-lea, că va rămâne necăsătorit pe viață dacă nu se va căsători cu ea. Având de ales între una din rudele sale din familia regală daneză, Ducele de Schleswig-Holstein sau Marele Duce de Oldenburg ca moștenitorul său în locul fiului său, Olav al V-lea s-a consultat cu guvernul și rezultatul a fost că i s-a permis tânărului cuplul să se căsătorească la 29 august 1968 la Oslo.
Imediat după nuntă, noua Prințesă Moștenitoare a început să își îndeplinească atribuțiile regale, călătorind foarte mult în Norvegia și în străinătate. În 1972 ea a fost implicată în înființarea Fundației Prințesa Märtha Louise, care oferă asistență copiilor cu dizabilități din Norvegia. Ea a luat parte în mod activ la inițiative pe scară largă pentru a strânge fonduri pentru refugiați internaționali și în anii 1970 a vizitat barca cu refugiați vietnamezi din Malaezia.
Din 1987 până în 1990, Prințesa Moștenitoare Sonja a fost vice președinte al Crucii Roșii norvegiene. A fost responsabilă pentru organizarea activităților internaționale. A luat parte din delegația Crucii Roșii în Botswana și Zimbabwe în 1989.

### Regină

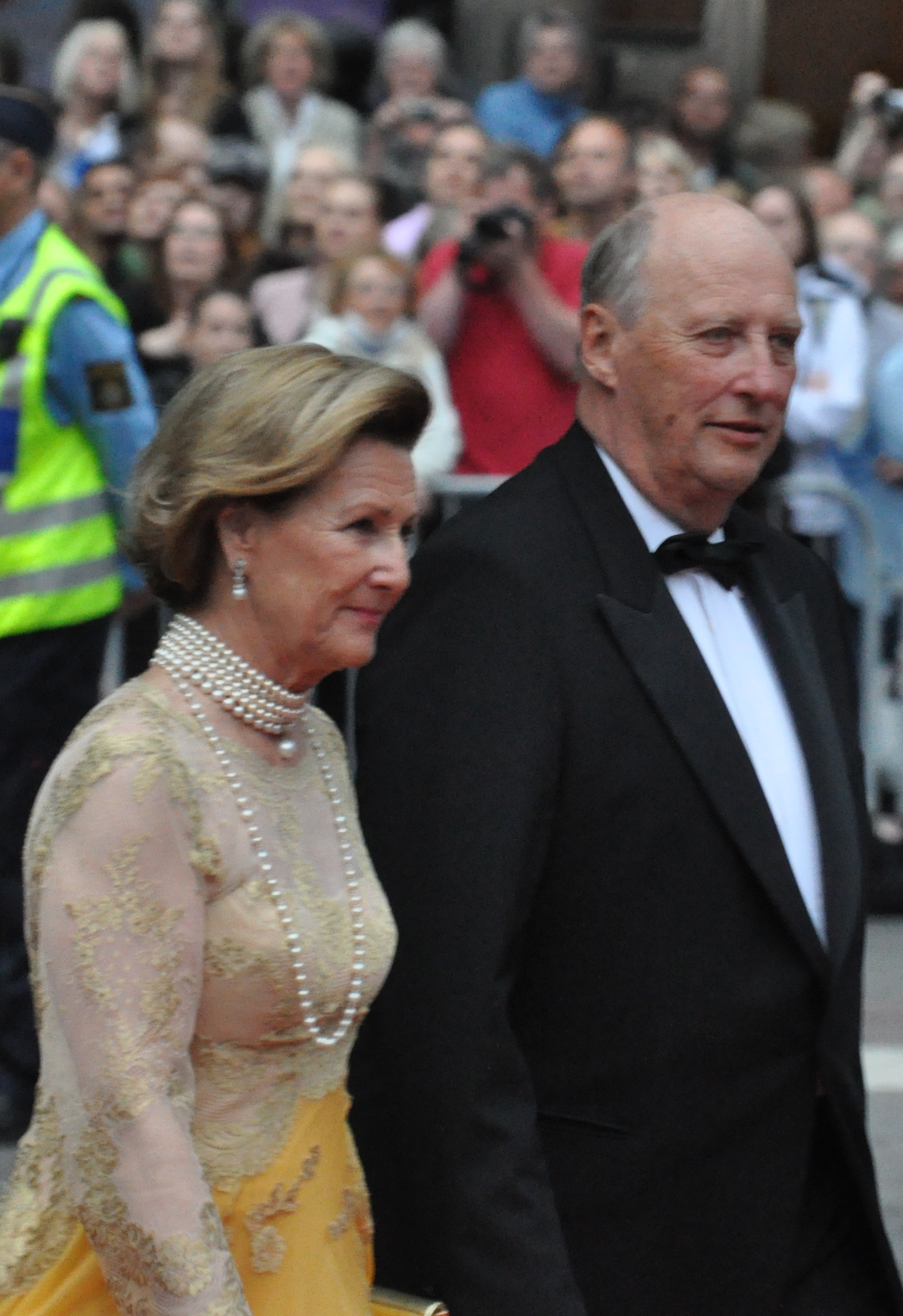
Regina și Regele la nunta Prințesei Victoria a Suediei, 19 iunie 2010.

În urma decesului regelui Olav al V-lea la 17 ianuarie 1991, Sonja a devenit prima regină consort a Norvegiei de origine norvegiană în 53 de ani. Regina Sonja l-a însoțit pe regele Harald al V-lea când acesta a depus jurământul la 21 ianuarie 1991. A fost pentru prima dată în 69 de ani când o regină norvegiană a fost prezentă în Storting (Parlamentul Norvegiei). Regina Sonja l-a însoțit pe rege la deschiderea oficială a sesiunii de toamna a Storting și la citirea Discursul Tronului.
Potrivit dorințelor lor, regele și regina au fost consacrați la catedrala Nidaros la 23 iunie 1991. După consacrare, regele și regina au făcut un tur de 10 zile în sudul Norvegiei. În 1992, întreaga familie regală a făcut un tur de 22 de zile în patru județe nordice ale țării.
Regina l-a însoțit pe rege în vizitele de stat din străinătate și a fost gazdă pentru șefii de stat străini care au vizitat oficial Norvegia. În 2005, regina Sonja a devenit prima regină din lume care a vizitat Antarctica. Regina a fost acolo pentru a inaugura stația de cercetarea norvegiană.
Regina este numită vice amiral al marinei regale norvegiene și brigadier în armata norvegiană. Ea a ținut un curs de formare de bază și a participat la exerciții.

### Copii
- Prințesa Märtha Louise, născută la 22 septembrie 1971. S-a căsătorit la 24 mai 2002 cu Ari Behn (n. 30 septembrie 1972). Împreună au 3 fiice:
  - Maud Angelica Behn, născută la 29 aprilie 2003
  - Leah Isadora Behn, născută la 8 aprilie 2005
  - Emma Tallulah Behn, născută la 29 septembrie 2008
- Prințul Moștenitor Haakon Magnus, născut la 20 iulie 1973. S-a căsătorit la 25 august 2001 cu Mette-Marit Tjessem Høiby (n. 19 august 1973). Ea are un fiu dintr-o relație anterioară. Împreună au doi copii:
  - Prințesa Ingrid Alexandra, născută la 21 ianuarie 2004, Prințesă Ereditară a Norvegiei
  - Prințul Sverre Magnus, născut la 3 decembrie 2005